# Chorvatské knížectví
Chorvatské knížectví (chorvatsky Kneževina Hrvatska) neboli Knížectví Chorvatů (chorvatsky Kneževina Hrvata, latinsky Ducatus Chroatorum, řecky Χρωβατία) byl nezávislý státní útvar zformovaný během 7. století n. l. příchodem slovanského kmene Chorvatů na území Byzantské říše.

## Historie

### Vznik

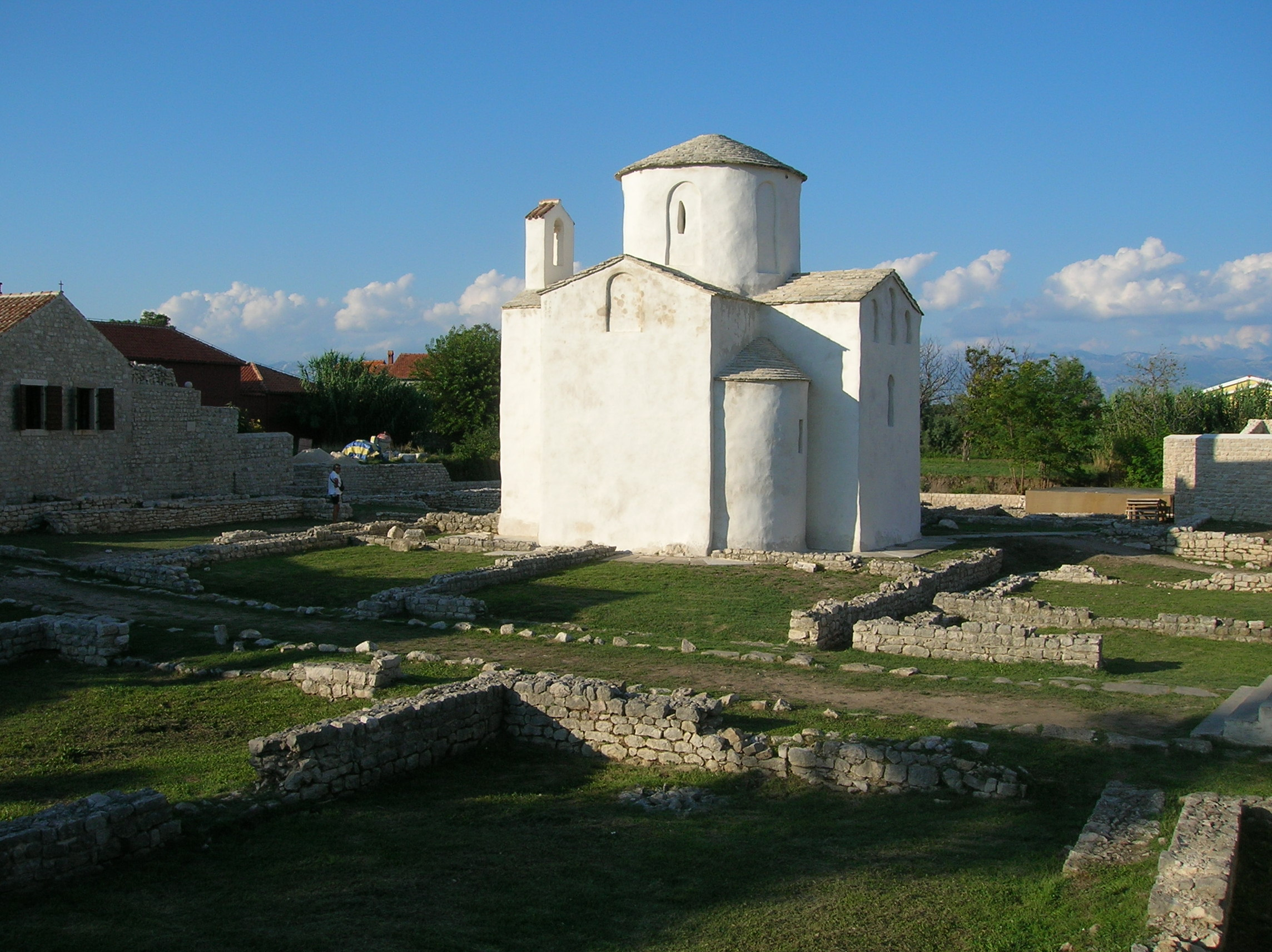
Kostel sv. Kříže z 9. století ve městě Nin je nejmenší katedrála na světě

Chorvaté osídlili nejprve byzantské území při jadranském pobřeží (Dalmatské Chorvatsko), a později, po pádu avarské říše, také Dolní Panonii (Panonské Chorvatsko). Přestože do těchto oblastí i nadále zasahovaly mocenské zájmy východního císařství, nebyli Chorvaté vystaveni tak silnému byzantskému vlivu jako sousední Srbové. O to větší zájem jevila o jejich území od 8. století franská říše. Pod její svrchovanost se v 9. století dočasně dostali vládcové Panonského i Dalmatského Chorvatska. Současně se Chorvaté prosazovali ve vlastní Dalmácii, kde řada měst uznala jejich nadvládu. O jadranské pobřeží a ostrovy měly zájem také Benátky a Byzanc.
V roce 867 se Basileovi podařilo osvobodit z arabského obležení významné přístavní město Ragusu (Dubrovnik) a poté zrestaurovat byzantské panství na jadranském pobřeží Balkánu, kde vzniklo thema Dalmácie. Podle císařova příkazu odváděla významná dalmatská města jako Split, Trogir nebo Zadar, který byl střediskem thematu, poplatky chorvatskému panovníkovi. Šlo zřejmě o tributum pacis – poplatek za svobodnou plavbu byzantských lodí po Jadranu.

### Chorvatsko pod vládou Trpimírovců

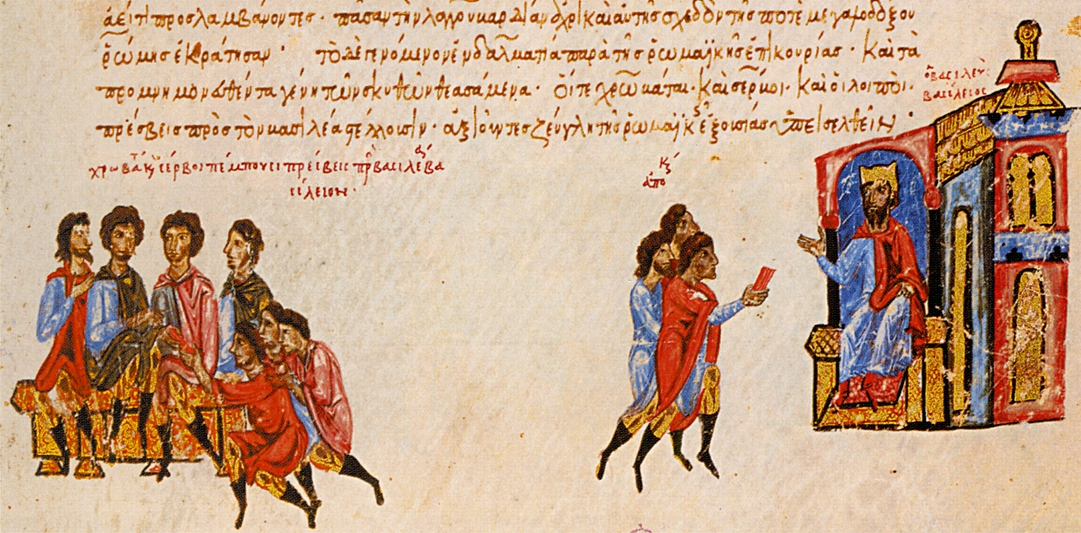
Delegace Chorvatů a Srbů u byzantského císaře Basileia I., Madrid Skylitzes

V roce 845 se vlády nad chorvatskem zmocnil kníže Trpimír I. zakladatel dynastie Trpimírovců. Z církevního hlediska podléhalo Chorvatsko více římskému papežství, i když některá biskupství patřila stále pod svrchovanost konstantinopolského patriarchátu. Tak bylo například ve Splitu obnoveno starší salonské biskupství a také Římem založené biskupství v Ninu navázalo na starší tradici. Zřízením ninské diecéze v sídle chorvatských vládců dosáhl kníže Trpimír roku 864 vzniku samostatné chorvatské církevní organizace, o niž usiloval. V Ninu působilo později několik Metodějových žáků, kteří zde pěstovali slovanskou liturgii a písemnictví. Panonské Chorvatsko přijalo slovanskou liturgii již dříve, neboť se na výzvu papeže Jana VIII. stalo roku 873 součástí moravsko-panonské arcidiecéze, v jejímž čele stál arcibiskup Metoděj.
Po zřízení thematu Dalmácie došlo k druhé christianizaci Chorvatů a k prvním christianizačním misiím u Srbů. Z Dalmácie pronikali do slovanského vnitrozemí řečtí misionáři a šířili zde byzantský vliv. Významnějších úspěchů na církevním poli bylo v tomto prostoru dosaženo po roce 886, kdy sem přišli žáci moravsko-panonského arcibiskupa Metoděje.

### Kníže Tomislav I. králem

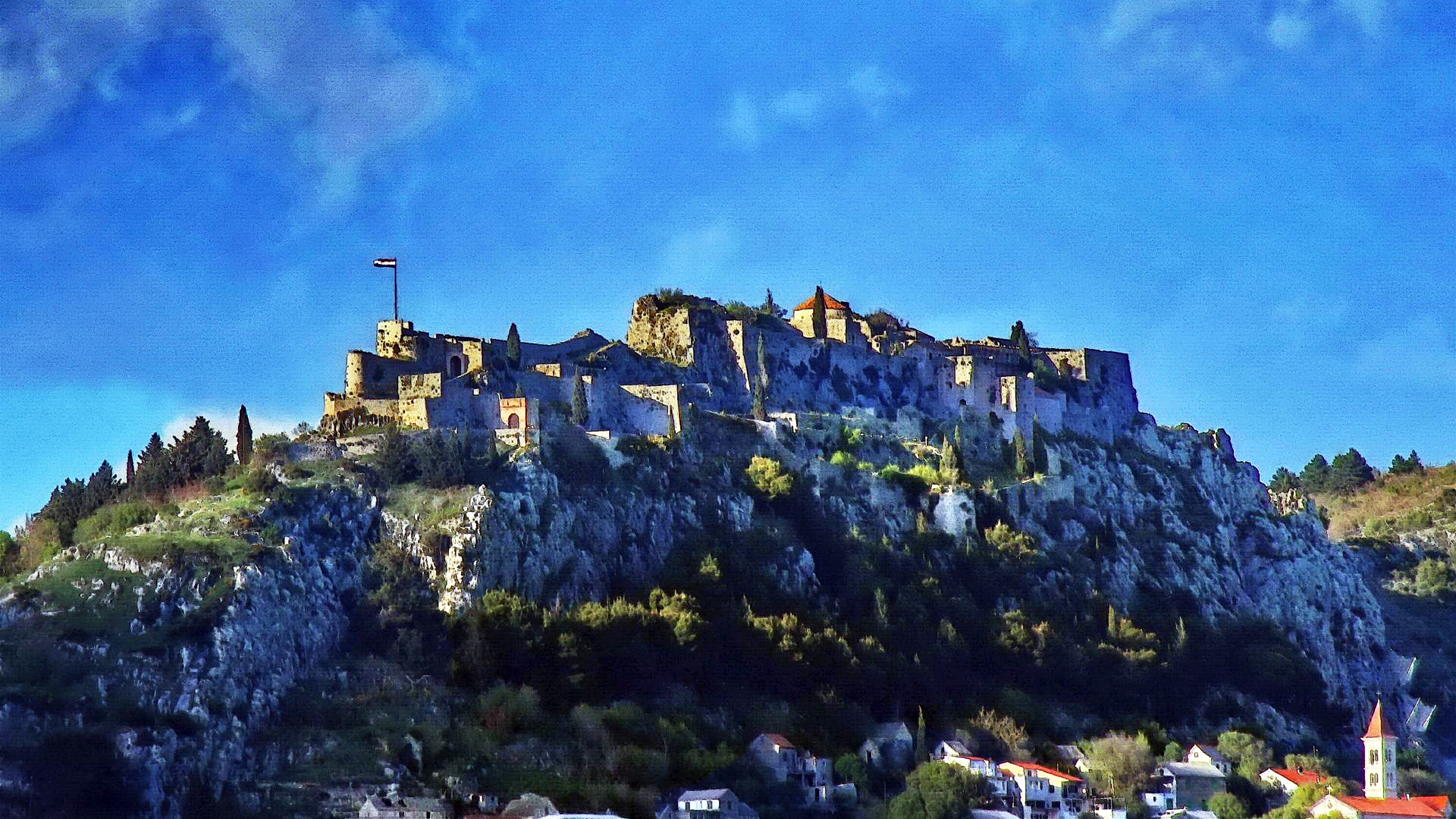
Klis dnes

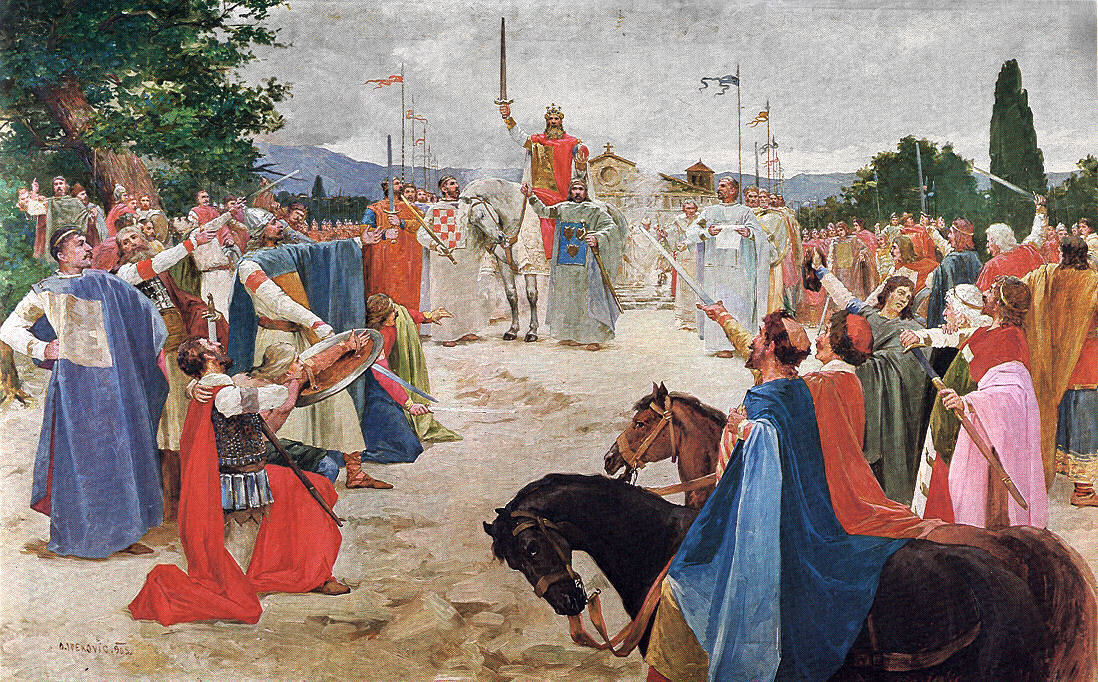
Korunovace Tomislava I. Ottou Ivekovicem

Významným chorvatským vládcem byl kníže Tomislav I. z rodu Trpimírovců, pravděpodobně vnuk knížete Trpimíra I. Brzy po nástupu na trůn v roce 910 se mu podařilo připojit větší část Panonského Chorvatska, které bylo po roce 907 obsazeno maďarskými kočovníky. Toto území nese od 10. století název Sclavonia – Slavonie. Orientace chorvatského vládnoucího rodu Trpimírovců na papežství přinesla Tomislavovi významný zisk v podobě královského titulu (de facto i dědičného)) (924 nebo 925). Po smrti krále Tomislava I. nastoupil na trůn v roce 928 jeho mladší bratr Trpimír II., po jeho smrti se na chorvatském trůny vystřídala řada králů z dynastie Trpimírovců. Posledním králem této dynastie byl Štěpán II., po jeho smrti v roce 1090 rod Trpimírovců vymřel.